# 万泉県
万泉県（まんせん-けん）は中華人民共和国山西省にかつて存在した県。現在の運城市万栄県南西部に相当する。
620年（武徳3年）、唐朝により設置された。1266年（至元3年）、モンゴル帝国により廃止されたが、1278年（至元15年）に再設置、間もなく廃止され1354年（至正14年）に再設置された。1954年、栄河県と統合され万栄県と改編された。